# Grand Prix van Nice
De Grand Prix van Nice was een autorace nabij de Franse stad Nice, verreden op het Nice Street Circuit. De race maakte tussen 1932 en 1935 en in 1946 en 1947 deel uit van de grand-prixseizoenen.

## Winnaars van de grand prix
- Hier worden alleen de races aangegeven die plaatsvonden tijdens de grand-prixseizoenen tot 1949 en Formule 1-races vanaf 1950.

| Jaar | Coureur         | Constructeur | Locatie | Verslag |
| ---- | --------------- | ------------ | ------- | ------- |
| 1947 | Luigi Villoresi | Maserati     | Nice    | Verslag |
| 1946 | Luigi Villoresi | Maserati     | Nice    | Verslag |
| 1935 | Tazio Nuvolari  | Alfa Romeo   | Nice    | Verslag |
| 1934 | Achille Varzi   | Alfa Romeo   | Nice    | Verslag |
| 1933 | Tazio Nuvolari  | Maserati     | Nice    | Verslag |
| 1932 | Louis Chiron    | Bugatti      | Nice    | Verslag |